# 艾麻
艾麻（学名：Laportea cuspidata）是荨麻科艾麻属的植物。分布在缅甸、日本以及中国大陆的云南、湖南、陕西、江西、湖北、甘肃、河北、山西、安徽、西藏、河南、广西、贵州、四川等地，生长于海拔800米至2,700米的地区，多生于山坡林下及沟边，目前尚未由人工引种栽培。

## 别名
蝎子草（河北、陕西太白） 红火麻、红线麻、千年老鼠屎（秦岭） 活麻（四川） 山活麻（重庆南川） 麻杆七（四川叙永） 蛇麻草（湖北巴东、恩施） 山苎麻（湖南）

## 异名
- Girardinia condensata Wedd.
- Girardinia cuspidata Wedd.
- Laportea macrostachya (Maxim.) Ohwi